# Villasur de Herreros
Villasur de Herreros – gmina w Hiszpanii, w prowincji Burgos, w Kastylii i León, o powierzchni 87,8 km². W 2011 roku gmina liczyła 285 mieszkańców.